# Vasilij Ivanovič Denisov
Vasilij Ivanovič Denisov (Zamość, 1º gennaio 1862 – Sergiev Posad, 1º maggio 1922) è stato un pittore polacco naturalizzato russo.
In gioventù si dedica soprattutto alla musica studiando a Varsavia, ma verso i trent'anni comincia a sviluppare il suo talento per la pittura.
Si trasferisce a Mosca dove diventa un pittore di successo e partecipa a numerose mostre. Dal 1903 entra a far parte del gruppo artistico Mir iskusstva.

## Galleria d'immagini

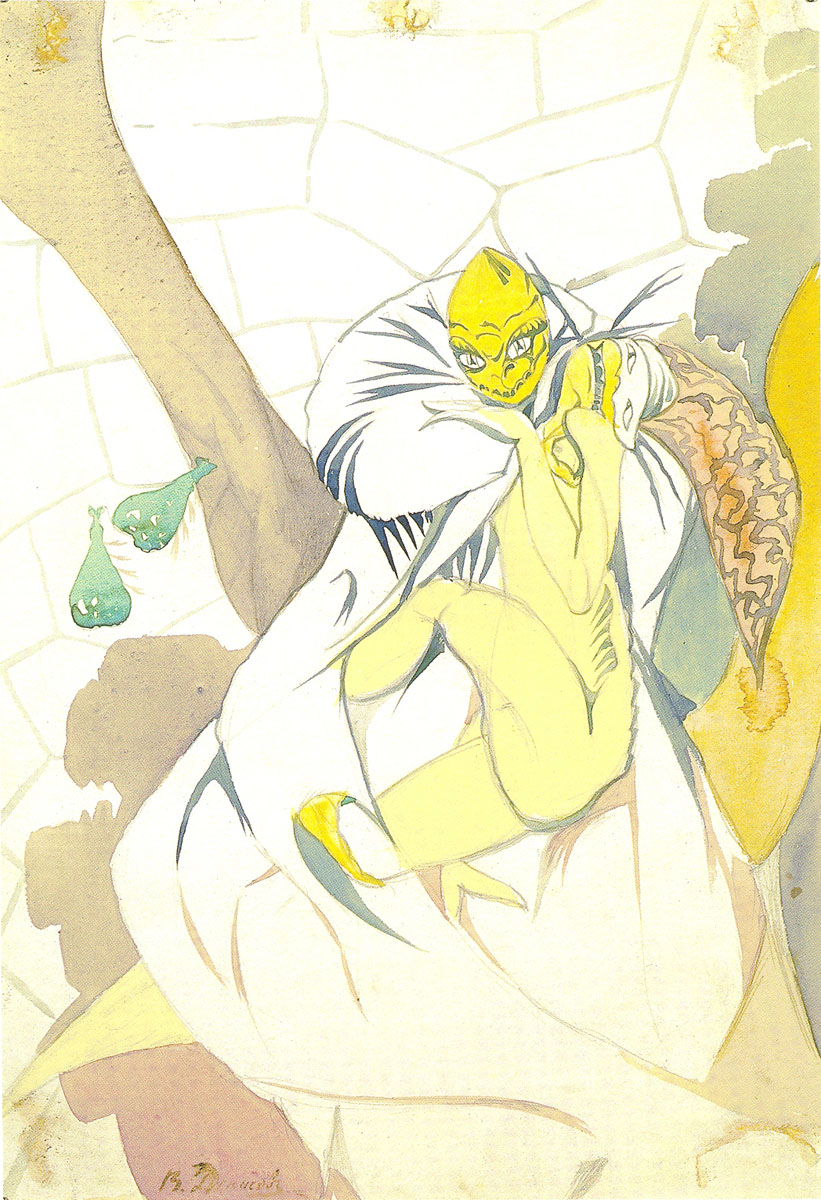
L'abbraccio delle maschere (acquerello per una scenografia)
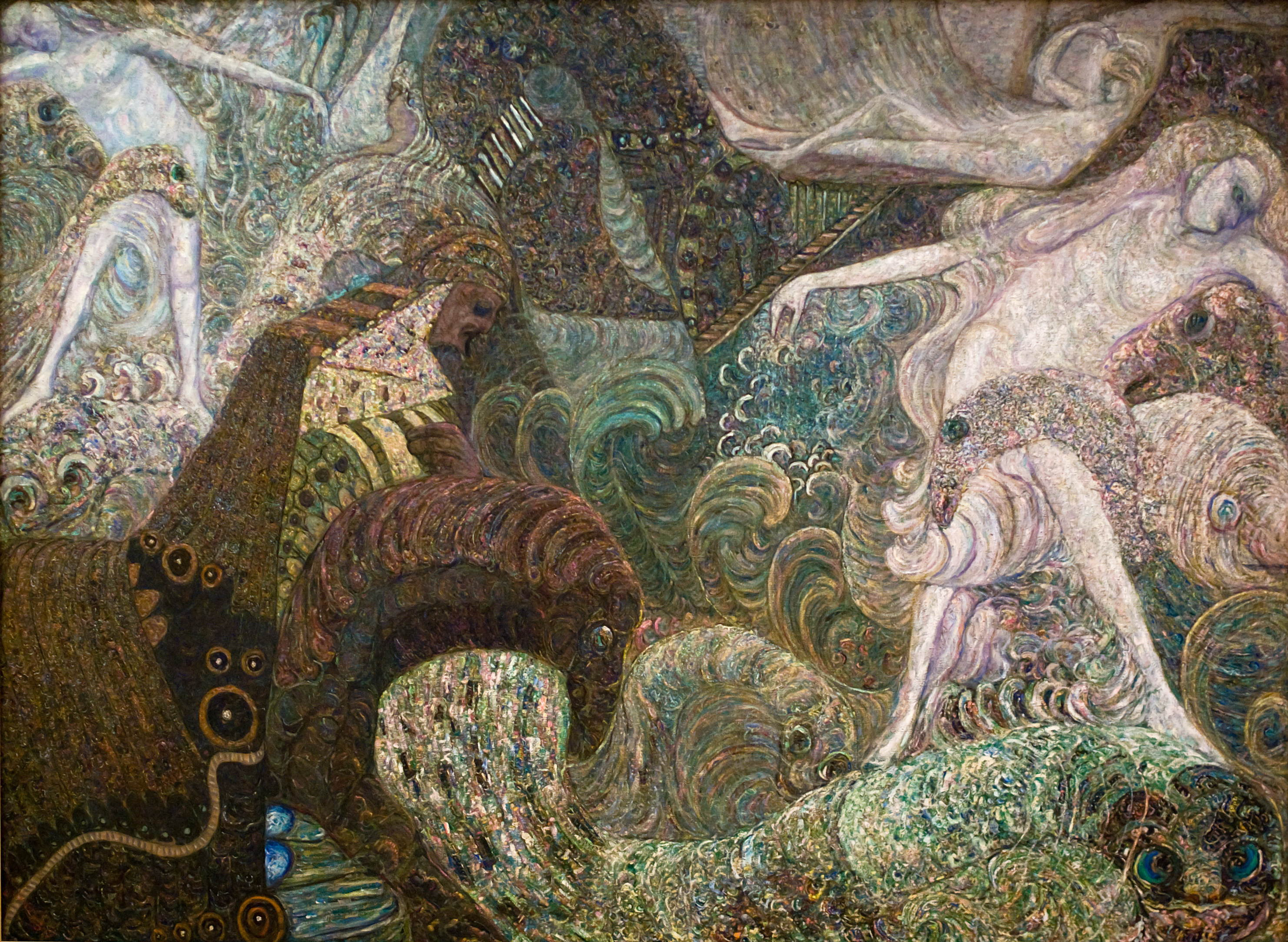
Il fondo del mare (1907) Museo russo
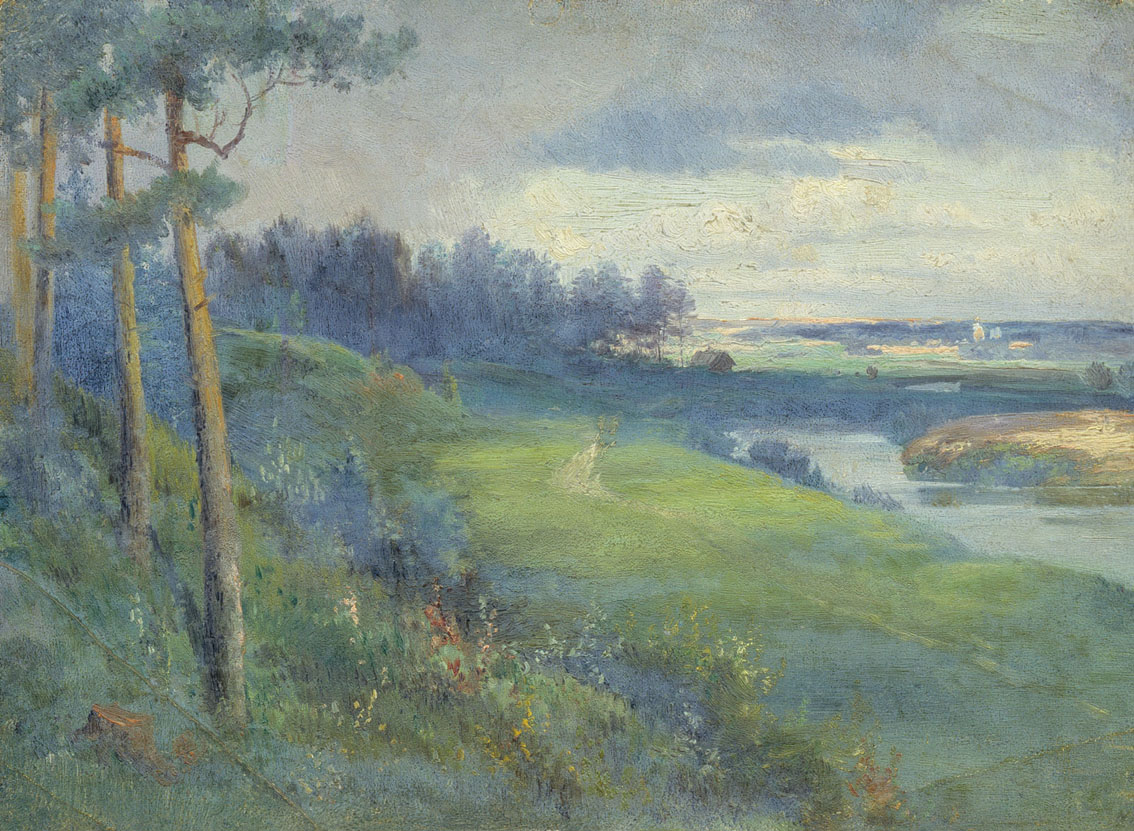
Pini sul fiume (1900)
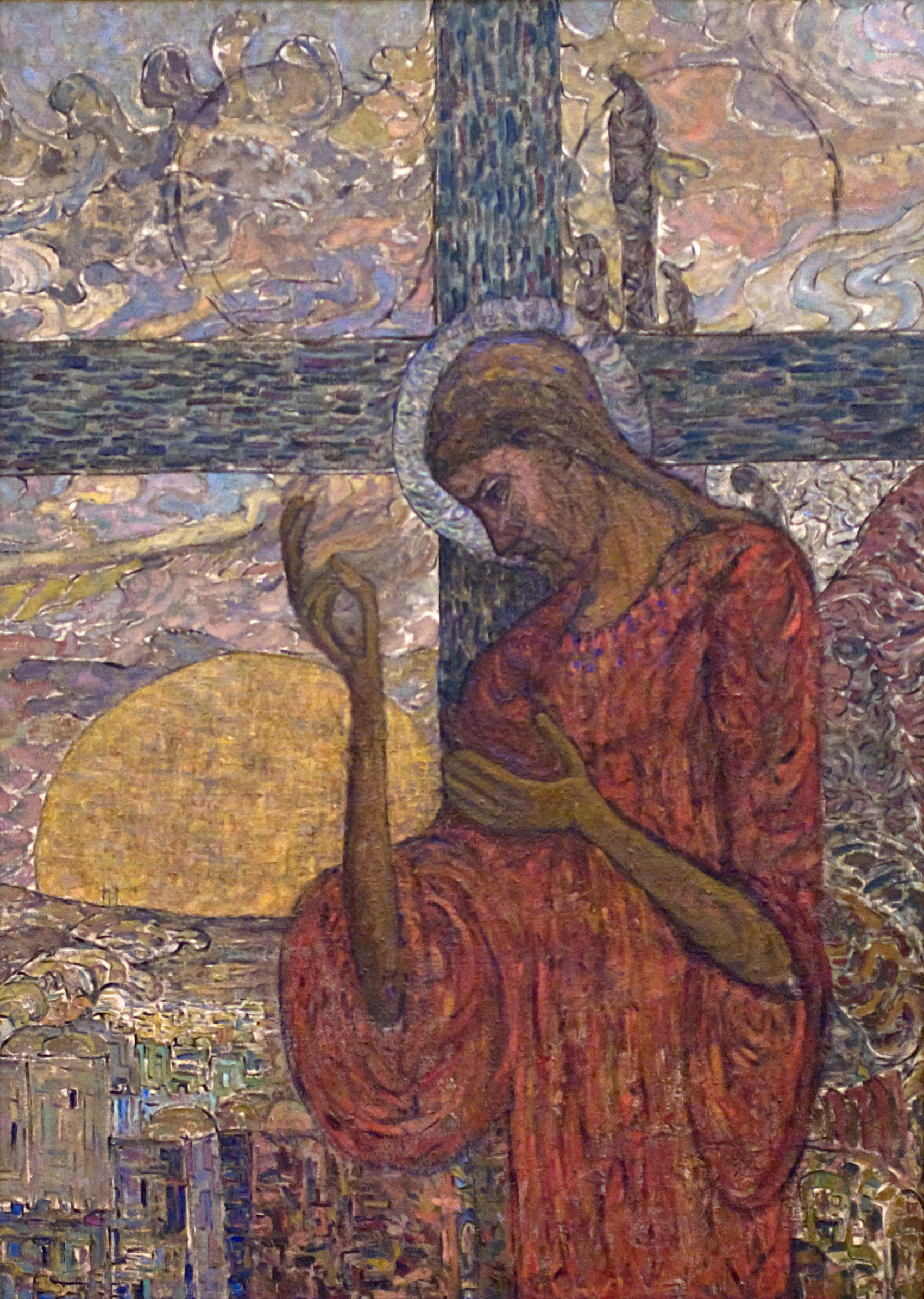
Dolore (Giotto) (1904) Museo russo